# Luesia

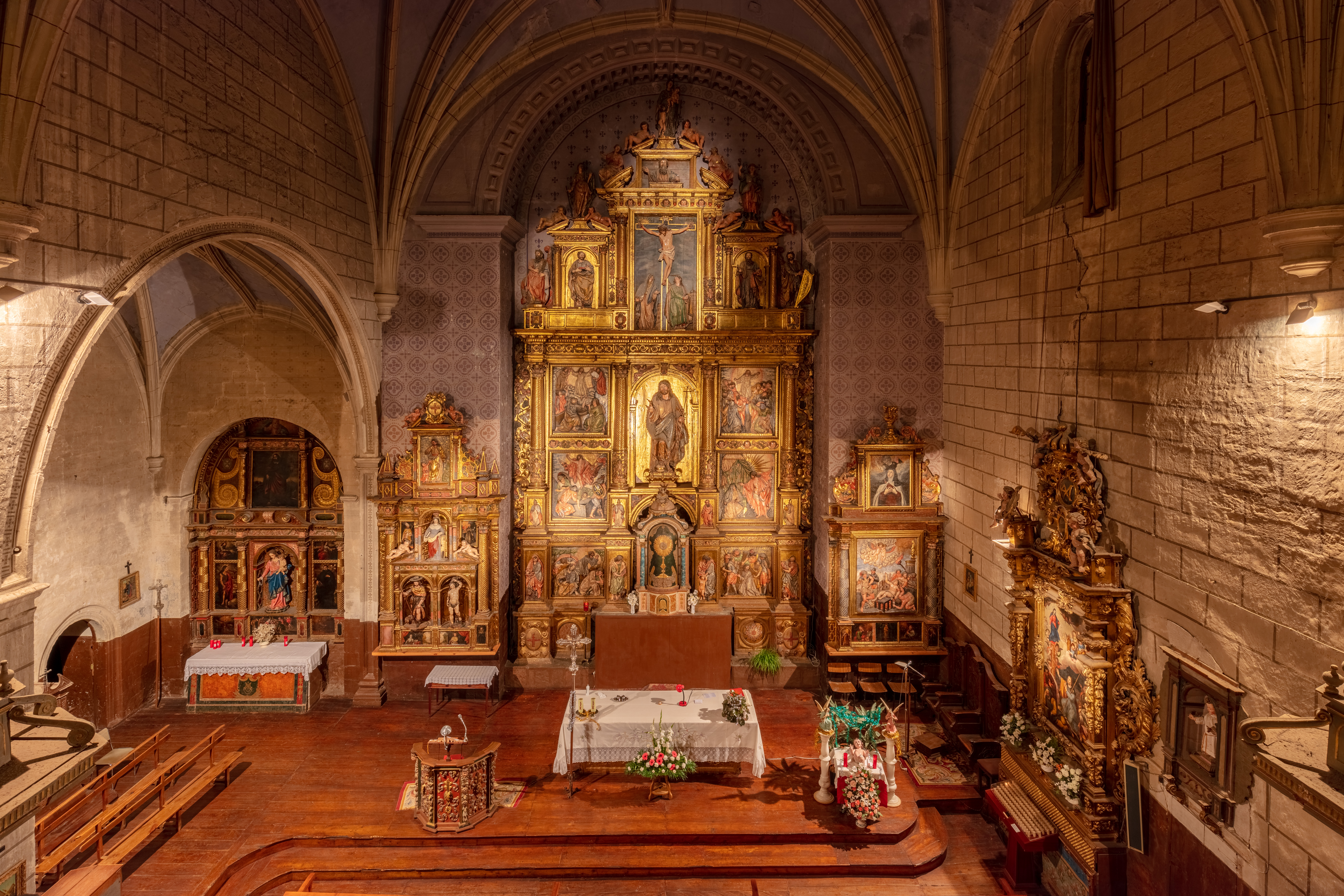
Iglesia de El Salvador (Luesia). Le chœur est attribué à Gaspar Ramos, un sculpteur local, qui a réalisé son œuvre sur du bois vers 1630. Photo janvier 2023.

Luesia est une commune d’Espagne, dans la province de Saragosse, communauté autonome d'Aragon, de la comarque de Cinco Villas.

## Jumelage
France Geloux